# Novo Virje
Novo Virje es un municipio de Croacia en el condado de Koprivnica-Križevci.

## Geografía
Se encuentra a una altitud de 112 m s. n. m. a 124 km de la capital nacional, Zagreb.

## Demografía
En el censo 2011 el total de población del municipio fue de 1 216 habitantes, todos ellos habitantes de la localidad homónima, única del ejido.
| Gráfica de población de Novo Virje 1857-2011                        |
|                                                                     |
| Según los censos de población de la oficina estadística de Croacia. |